# Brekovica
Brekovica (en cyrillique : Брековица) est un village de Bosnie-Herzégovine. Il est situé sur le territoire de la ville de Bihać, dans le canton d'Una-Sana et dans la fédération de Bosnie-et-Herzégovine. Selon les premiers résultats du recensement bosnien de 2013, il compte 1 809 habitants.

## Géographie
Brekovica est située à 8 km au nord de Bihać, sur la rive gauche de la rivière Una.

## Démographie

### Évolution historique de la population
| 1948 | 1953 | 1961  | 1971  | 1981  | 1991  | 2013  |
| ---- | ---- | ----- | ----- | ----- | ----- | ----- |
| -    | -    | 1 182 | 1 456 | 1 543 | 1 833 | 1 809 |

|  |

### Communauté locale
En 1991, la communauté locale de Brekovica comptait 2 677 habitants, répartis de la manière suivante :